# Oumaïma Manaï
Oumaïma Manaï, née en 1988 à Carthage, est une danseuse et chorégraphe tunisienne.

## Biographie
Née en 1988 à Carthage, elle commence l'apprentissage de la danse très jeune. À l'âge de sept ans, elle poursuit sa formation au sein du Ballet national de Tunis puis intègre, adolescente, la Sybel Dance Company de Syhem Belkhodja. Elle part aux États-Unis pour le Bates Dance Festival (en) à Lewiston, un festival de danse organisé sur les mois d'été et incorporant des ateliers. De retour en Tunisie, elle intègre la formation d'artistes chorégraphes au sein du Centre méditerranéen de danse contemporaine à Tunis puis rejoint l'école Parts d'Anne Teresa De Keersmaeker, et effectue une formation à la chorégraphie à Montpellier.
Ensuite, elle se lance dans cette activité, en indépendante, procédant à des créations de solos et de performances de groupe, assurant des formations, animant des événements et entreprenant diverses collaborations. Parmi ses solos, l'un des plus remarqués est Nitt100Limites, où elle s'enroule du grillage autour du corps, puis cherche à s'en libérer.
« Le fil de fer est comme un partenaire », explique-t-elle sur cette métaphore, « c'est un matériau qu'on voit de plus en plus dans le monde arabe depuis cinq ans, devant les ministères, dans les manifestations, aux frontières. Jouer avec le grillage, c'est aussi une manière de représenter un corps de jeune femme arabe entravé qui peut renvoyer au voile, mais à bien d'autres choses »,. L'une de ses premières chorégraphies pour groupe, Time out/Temps mort, pour six interprètes dont un homme, est présenté au Festival Montpellier Danse de 2016. Cette chorégraphie veut illustrer le parcours d'une femme.